# Jean Samuel de Pont
Jean Samuel de Pont, seigneur de Manderoux, de Forges, de Puydrouard, etc (né à La Rochelle le 29 mars 1725 et mort le 23 décembre 1805), est un magistrat et administrateur français.

## Biographie
D'une famille rochelaise de négociants, Jean Samuel de Pont est le fils de Paul-François de Pont des Granges (1700-1774), président trésorier de France au bureau des finances de la généralité de La Rochelle, et de Suzanne Henriette Bernon. Il est le petit-fils de Paul-François de Pont (1661-1744), seigneur des Granges et de Virson, directeur de la Chambre de commerce de La Rochelle, et le frère du maire de La Rochelle Paul-Charles de Pont.
Après ses études de droit, il devient conseiller du parlement de Paris en 1748. Il est nommé maître des requêtes ordinaire du roi en son hôtel en 1755, conseiller du roi en ses conseils et conseiller honoraire au parlement de Paris en 1759.
Il devient intendant de la généralité de Moulins en 1766 à la place de Jacques de Flesselles puis intendant de la généralité de Rouen en 1777 à la place de Louis Thiroux de Crosne. Dès l'année suivante, il succède à Charles-Alexandre de Calonne comme intendant de justice, police et finances au département de Metz, frontières de Champagne, du Luxembourg et de la Sarre, avec droit de siège au parlement de Metz. Il est le dernier intendant de Metz.
Gendre de Charles François Joseph Lescureuil de La Touche, intendant et contrôleur général de l'argenterie, menus plaisirs et affaires de la chambre du roi, il est le père de Charles Jean François de Pont, avocat général au parlement de Metz puis ministre plénipotentiaire près l'électeur de Cologne, correspondant de Edmund Burke, époux d'Avoie Michel de Grilleau (petite-fille de Jean Michel de Grilleau et remariée au banquier Joseph Anicet Barthélémy, frère de François Barthélemy), et d'Adélaïde de Pont, marquise de Fontanges).

## Sources
- Emmanuel Michel, Biographie du parlement de Metz, Nouvian, 1855
- Jerzy Lukowski, The European Nobility in the Eighteenth Century, Macmillan International Higher Education, 2003
- Robert Forster, Merchants, Landlords, Magistrates: The Depont Family in Eighteenth-Century France, JHU Press, 2019
- Maurice Valtat, Intendants en Nivernais au dernier siècle de l'Ancien Régime, Direction des archives départementales, 1993
- Pavel Nikolaevich Ardashev, Intendants de province sous Louis XVI, Balashev, 1906
- Jean-Louis Masson, Histoire administrative de la Lorraine: des provinces aux départements et à la région, Fernand Lanore, 1982